# Kroatisches Eisenbahnmuseum

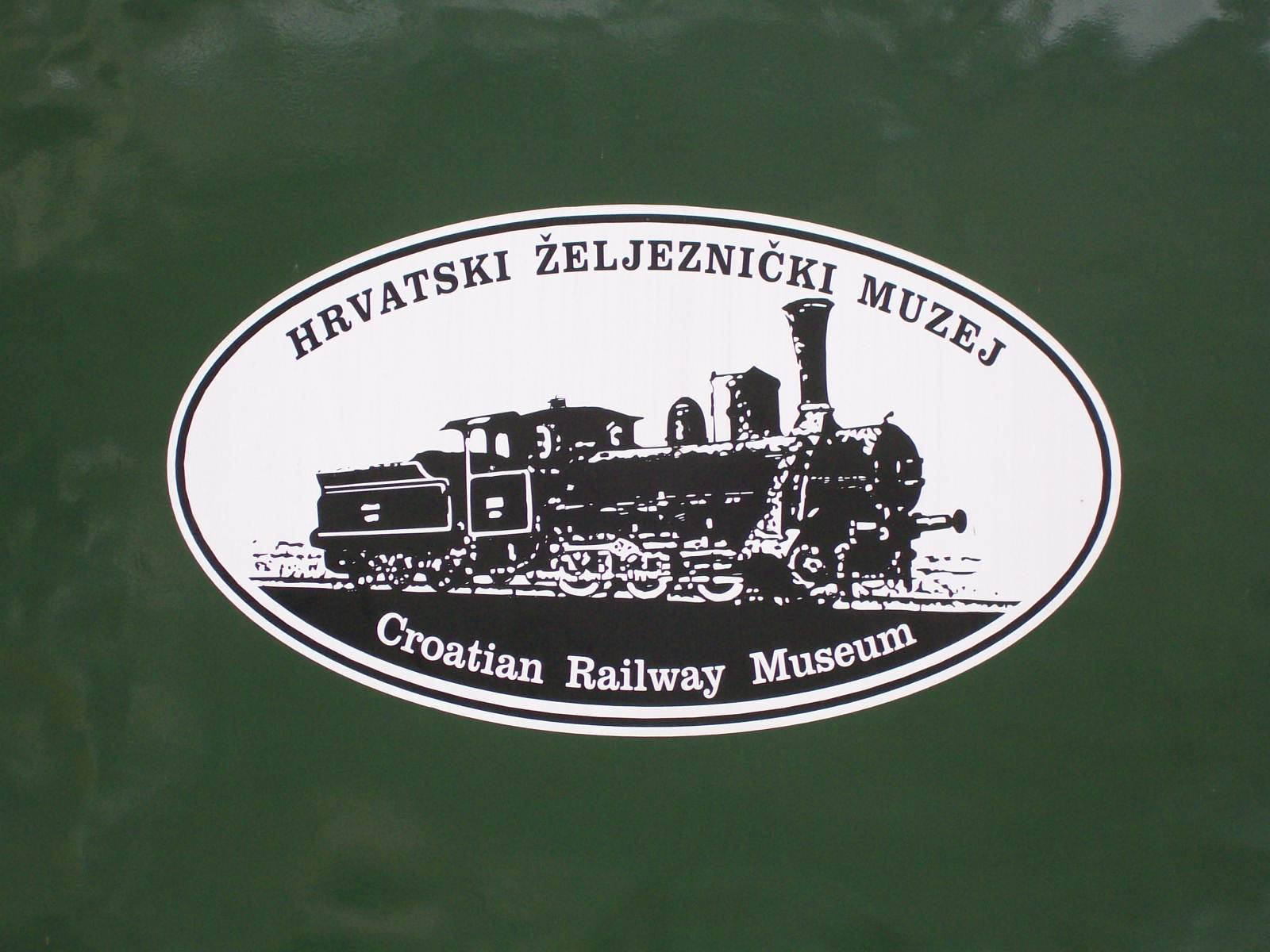
Logo des Kroatischen Eisenbahnmuseums

Das Kroatische Eisenbahnmuseum (kroatisch: Hrvatski željeznički muzej, kurz: HŽM) ist ein Verkehrsmuseum in Zagreb. In ihm werden  Schienenfahrzeuge der kroatischen Eisenbahngeschichte präsentiert.

## Geschichte
Das Museum wurde am 19. März 1991 von der Kroatischen Eisenbahn gegründet. Auf einem 2400 m² großen Gelände auf der Südseite der TŽV Gredelj GmbH, in deren Räumen auch die Museumsverwaltung untergebracht ist, sind die Fahrzeuge der Sammlung des Eisenbahnmuseums abgestellt. Der Eingang zum Gelände befindet sich in der Vukovar Straße. Seit 2004 hat das Museum auf der Freifläche etwa 200 Meter Schienen verlegt und hier eine temporäre Ausstellung zu den Schienenfahrzeugen aufgebaut.

## Ausstellung
Die Ausstellung auf dem Freigelände umfasst unter anderem 14 Lokomotiven, 6 Eisenbahnwagen und einen Schneepflug für Dampflokomotiven. Es gibt dort acht Dampflokomotiven, eine Elektrolokomotive, zwei dieselhydraulisch angetriebene Rangierlokomotiven, zwei dieselelektrische Lokomotiven und eine Diesellokomotive.

## Galerie der Exponate

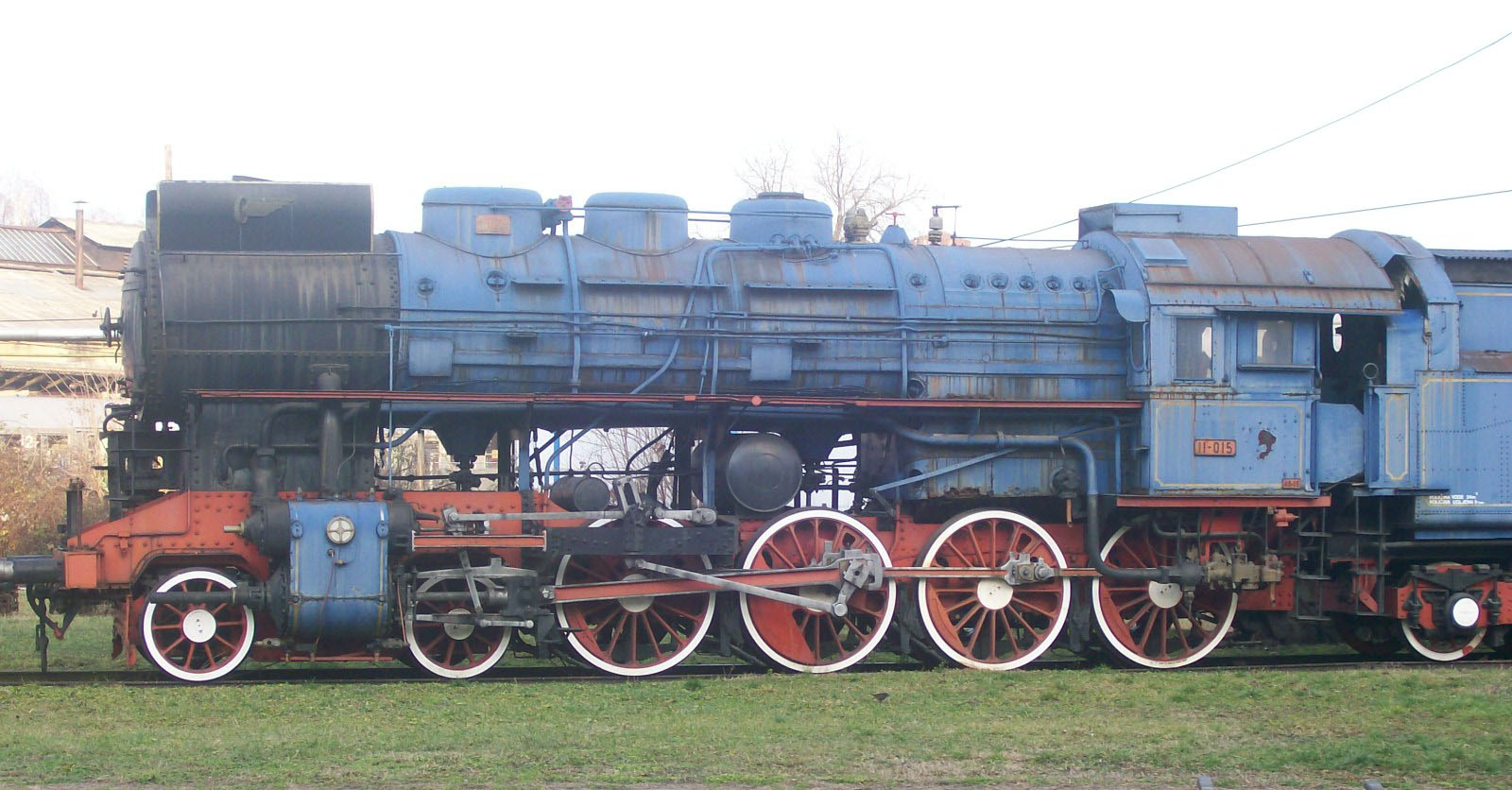
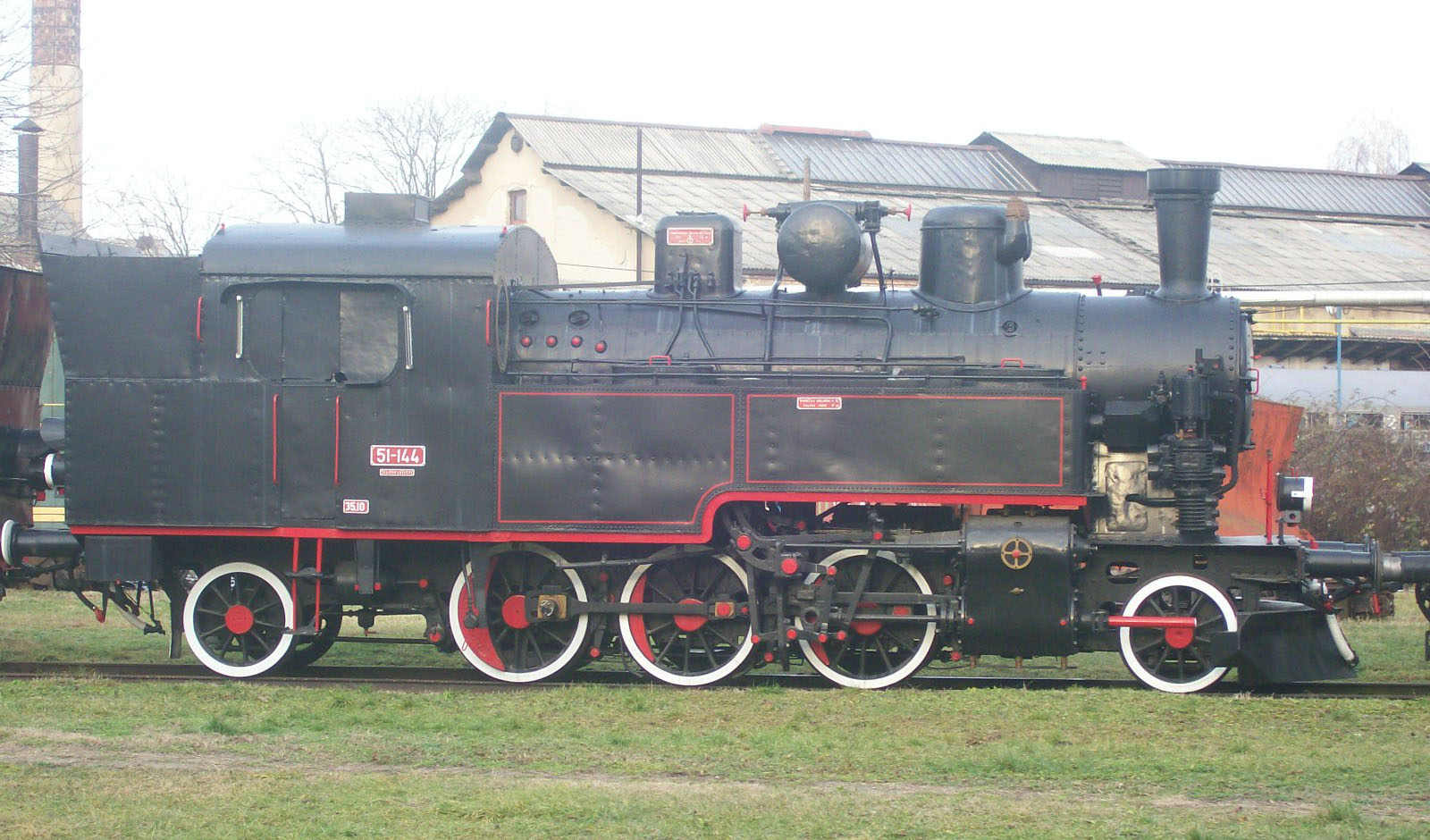
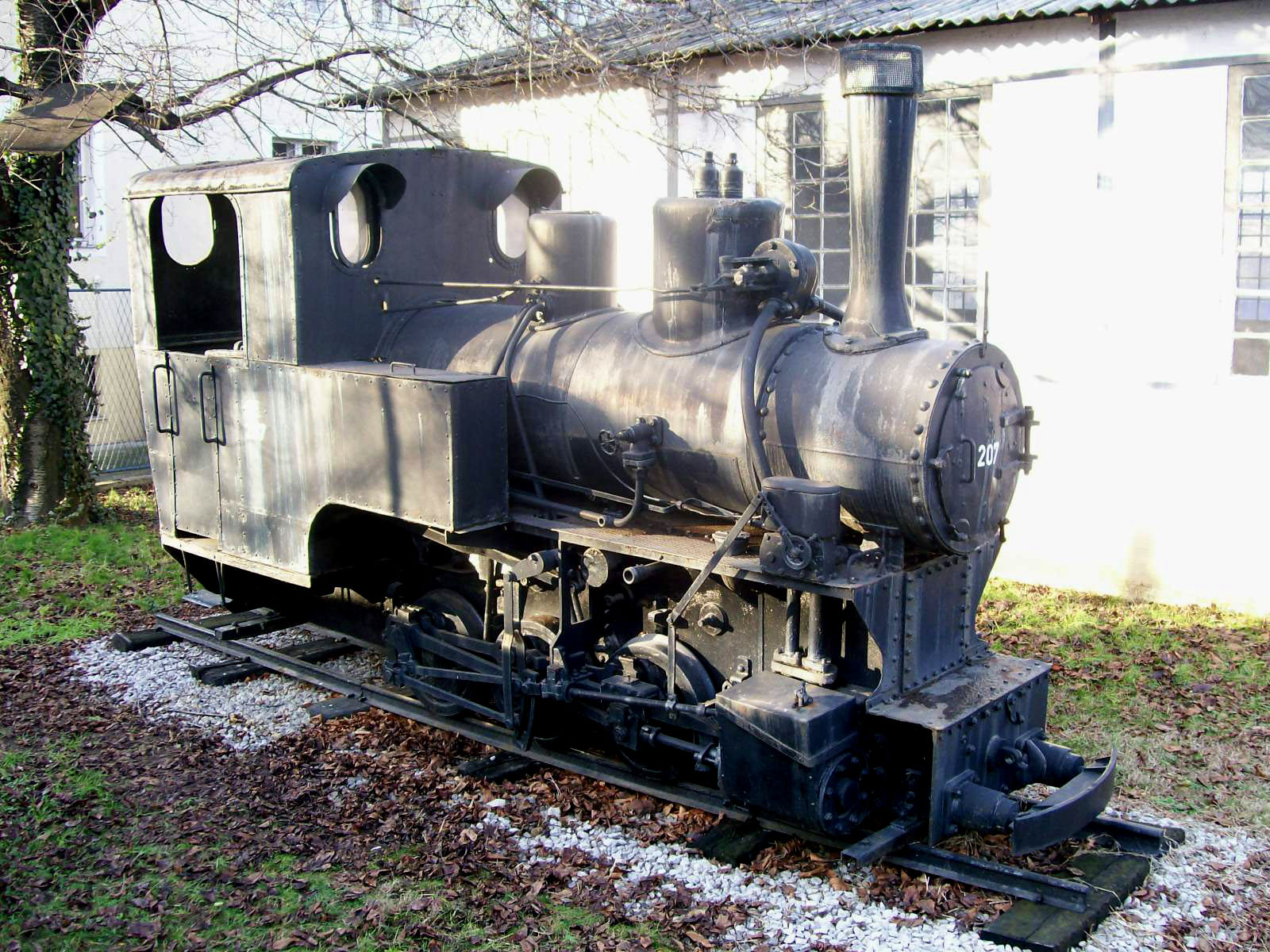
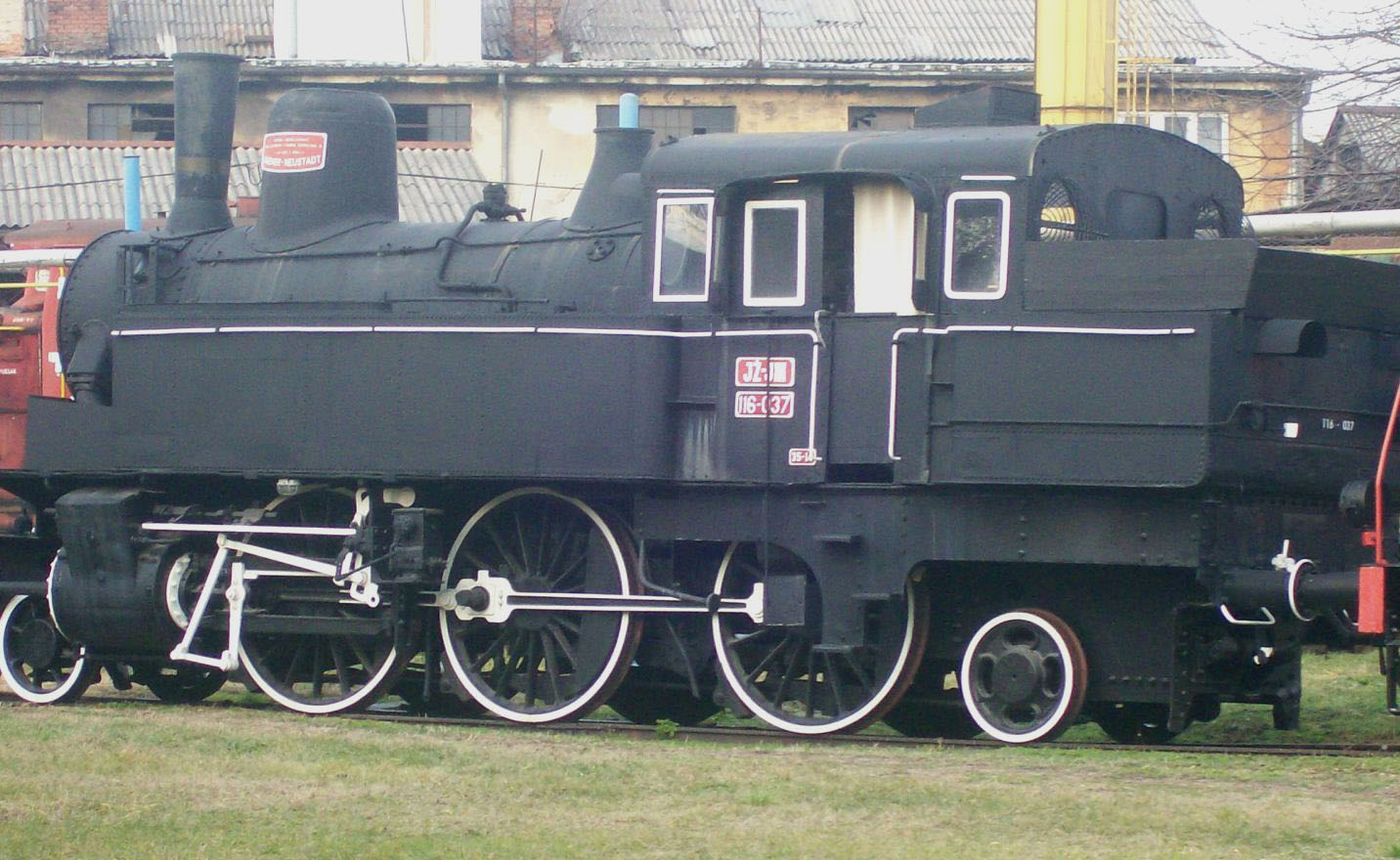
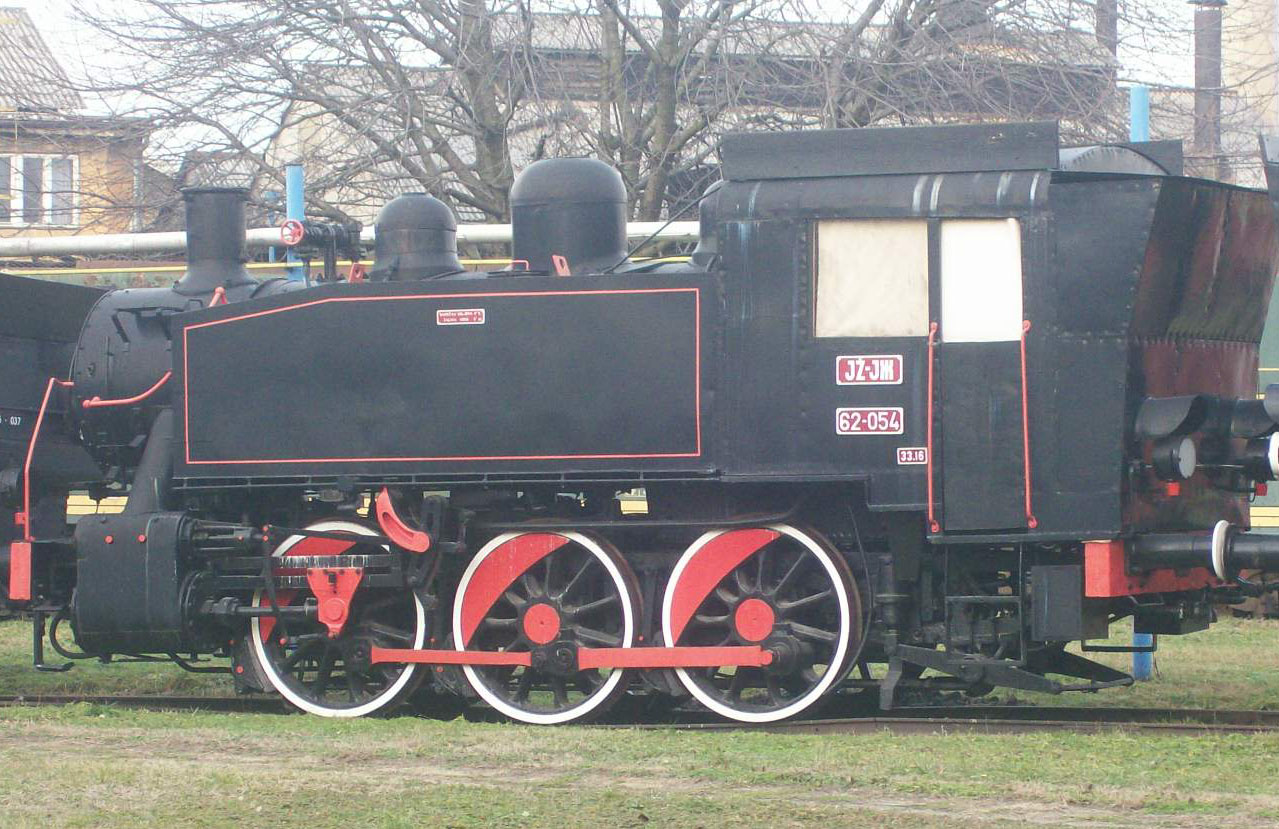
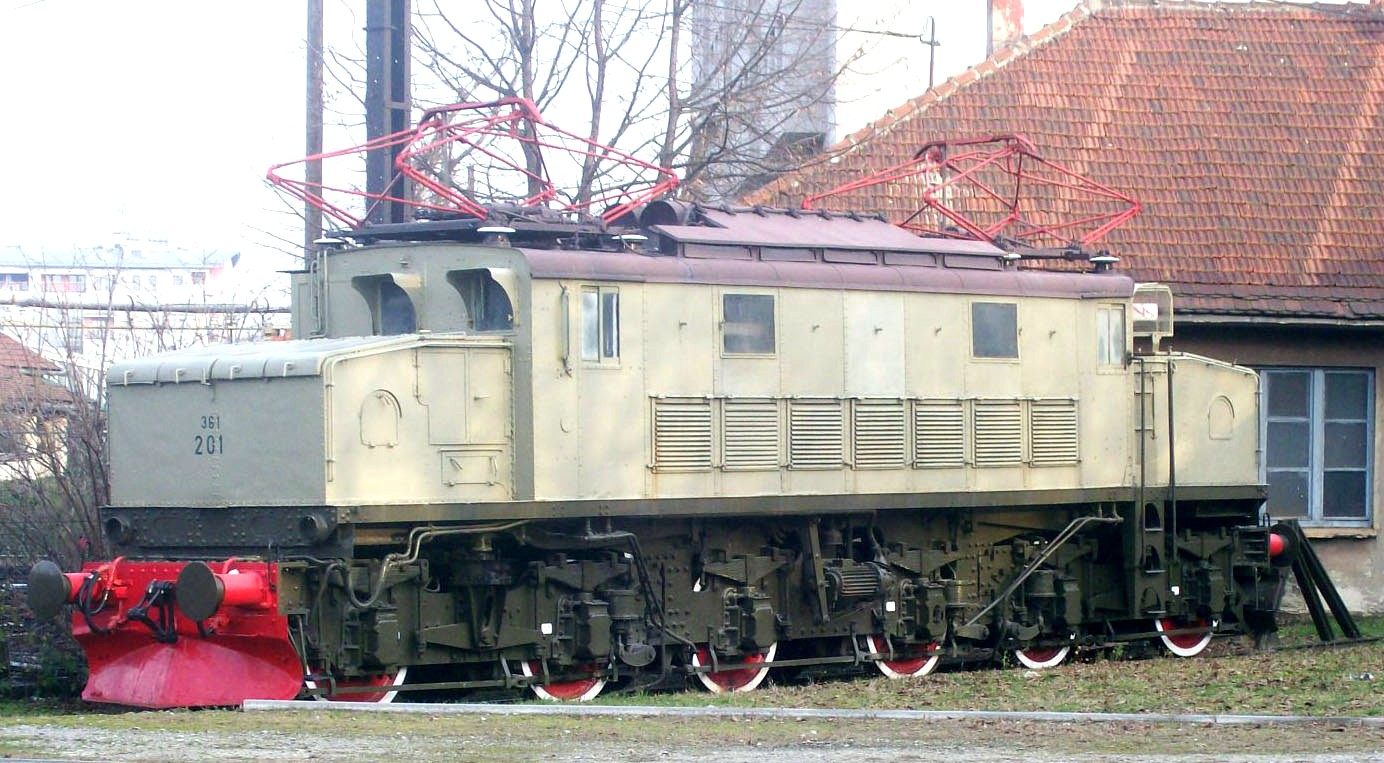